# Estirac
Estirac település Franciaországban, Hautes-Pyrénées megyében. Lakosainak száma 103 fő (2022. január 1.). Estirac Labatut-Rivière, Auriébat, Caussade-Rivière, Maubourguet, Sombrun és Villefranque községekkel határos.

## Népesség
A település népességének változása:
| Lakosok száma | 101  | 100  | 106  | 103  | 105  | 105  | 104  | 102  | 103  |
|               | 2013 | 2015 | 2016 | 2017 | 2018 | 2019 | 2020 | 2021 | 2022 |